# Jobst Broelmann
Jobst Broelmann (* 30. September 1943) ist ein deutscher Ingenieur, Technikhistoriker und Museumskurator für Schiffbau am Deutschen Museum in München.

## Leben
Er studierte Schiffstechnik in Hannover und Hamburg. Nach Forschungstätigkeit an der Universität Hamburg war er Konstruktionsingenieur bei der MAN in München. Er war seit 1981 Kurator am Deutschen Museum und leitete von 1982 bis 2005 die Schifffahrtsabteilung. Seine Promotion erlangte er mit der Schrift Intuition und Wissenschaft in der Kreiseltechnik: 1750 bis 1930 im Jahr 2002.

## Veröffentlichungen
- Schiffbau: Handwerk, Baukunst, Wissenschaft, Technik Dt. Museum, München 1988 dnb
- „Die Kultur geht so gänzlich flöten bei der Technik.“ Der Unternehmer und Privatgelehrte Hermann Anschütz-Kaempfe und Albert Einsteins Beitrag zur Erfindung des Kreiselkompasses (PDF; 8,5 MB). In: Kultur & Technik Nr. 1, 1991 S. 50–58.
- Die Entstehung des Kreiselkompasses als Navigationshilfe für militärische und zivile Nutzung. In: Roland G. Foerster & Heinrich Walle (Hrsg.): Militär und Technik. Wechselbeziehungen zu Staat, Gesellschaft und Industrie im 19. und 20. Jahrhundert. Mittler, Herford 1992, ISBN 3-8132-0368-9, S. 221.
- Ewer Maria: Seefischerei unter Segeln; die Geschichte des Finkenwerder Fischewers "Maria" HF 31 im Deutschen Museum, Urbes-Verl., Gräfelfing 1992, ISBN 978-3-924896-33-1
- Schiffahrt: Sammlungen, Museumshäfen, Museumsschiffe Callwey, München 1995, ISBN 978-3-7667-1155-7
- Zeitzeuge oder Zeitmaschine? Objekte als »gegenständliche Quellen« und ihre Verwendung und Behandlung in technischen Museen in: Dresdener Beiträge zur Geschichte der Technikwissenschaften, Heft 26 (1999): Gegenständliche Quellen in der Technikgeschichte (S. 35–42)
- Intuition und Wissenschaft in der Kreiseltechnik: 1750 bis 1930, Deutsches Museum, München 2002, ISBN 978-3-924183-87-5
- Panorama der Seefahrt, Hauschild, Bremen 2006, ISBN 978-3-89757-349-9
- Das Unterseeboot: auftauchende Technologien; Objekte und Archivalien aus dem Deutschen Museum Deutsches Museum, München 2012, ISBN 978-3-940396-37-2

## Auszeichnungen
- Paul-Bunge-Preis 2004[4]